# 니조 아키자네
니조 아키자네(일본어: 二条昭実, 1556년 12월 2일(고지 2년 음력 11월 1일) ~ 1619년 8월 23일(겐나 5년 음력 7월 14일))는 아즈치모모야마 시대부터 에도 시대 초기까지 활동한 공경이다.
1585년, 1615년부터 1619년까지 관백을 두 차례 역임하였고 후지와라 우지 고셋케 니조가 제15대 당주이다. 오다 노부나가의 딸과 혼인하였다.
| 전임 이치조 우치모토 다카쓰카사 노부히사 | 후지와라 씨장자 1584년 ~ 1585년 1615년 ~ 1619년 | 후임 구조 가네타카 구조 유키이에 |

| 전임 니조 하루요시 | 제15대 니조 가문 당주 | 후임 니조 야스미치 |

| 전임 이치조 우치모토 다카쓰카사 노부히사 | 관백 1585년 1615년 ~ 1619년 | 후임 도요토미 히데요시 구조 유키이에 |